# متحف أما
متحف أما هو متحف مخصص لنساء المتعة في تايوان. افتُتح المتحف في عام 2016 في منطقة داتونج بتايبيه عاصمة تايوان. أُغلق الموقع الأصلي للمتحف في نوفمبر 2020، وكان من المقرر نقل المتحف وإعادة افتتاحه في أبريل 2021.

## الاسم
خُصص المتحف للنساء اللاتي امتهنّ مهنة نساء المتعة خلال الحكم الياباني لتايوان. أما تعني الجدة في اللغة التايوانية، في إشارة إلى العمر المتقدم لأولئك الذين نجوا من الحرب العالمية الثانية.

## التاريخ
بدأت الفكرة الأصلية لإنشاء المتحف في عام 2004 بدعم من تبرع كبير من الشعب في تايوان وخارجها، وكذلك مؤسسة تايبيه لإنقاذ المرأة، كُشف الستار عن لوحة المتحف في حفل أُقيم في 8 مارس 2016 بالتزامن مع يوم المرأة العالمي. حضر الحفل رئيسة جمهورية الصين، وأحد نساء المتعة السابقات، والرئيس التايواني ما يينغ جيو.
افتُتح المتحف أخيرًا في 10 ديسمبر 2016 في حفل حضره وزير الثقافة تشنغ لي تشون بالتزامن مع يوم حقوق الإنسان والذكرى الخامسة والعشرين للجهود التي تبذلها المؤسسة تجاه نساء المتعة. حث تشنغ الناس في حديثه خلال الحفل على عدم نسيان الماضي والسعي لتحقيق مساواة أفضل بين الجنسين. قال رئيس مؤسسة تايبيه لإنقاذ المرأة أن المتحف سيكون أيضًا مكانًا لتعزيز المساواة بين الجنسين وتسليط الضوء على الأضرار الناجمة عن الاعتداء الجنسي. كما حضرت الحفل أحد نساء المتعة التايوانيات امازالت على قيد الحياة ومندوبين من اليابان وكوريا الجنوبية والولايات المتحدة.
أعلنت مؤسسة إنقاذ النساء في تايبيه في يوليو 2020 أن متحف أما سيغلق في نوفمبر 2020. عمل المتحف بشكل عشوائي منذ افتتاحه في عام 2016، وباعت Tالمؤسسة WRF مكاتبها في عام 2019 في محاولة للحفاظ على تشغيل المتحف. ومع ذلك، أدت جائحة فيروس كورونا في تايوان إلى خفض دخل المتحف بشكل أكبر، مما أدى إلى قرار إغلاقه. بدأت مؤسسة تايبيه لإنقاذ النساء في أكتوبر 2020 حملة لجمع التبرعات لنقل متحف أما، مؤكدةً أن الموقع الأصلي سيغلق في 10 نوفمبر 2020. أصدرت مؤسسة إنقاذ النساء في تايبيه بيانًا آخر حول مصير متحف أما في 7 نوفمبر 2020، مشيرةً إلى أن معروضاته ستنتقل إلى مبنى مكاتب بالقرب من محطة مترو مينكوان ويست رود، والمقرر افتتاحه في أبريل 2021.

## بنيان المتحف
تم إنشاء المتحف في الأصل في مبنى تم تجديده من طابقين يعود عمره إلى 90 عامًا بمساحة أرضية إجمالية تبلغ 495 م2. تميز الموقع الأصلي بوجود مقهى ومساحة ورشة عمل.

## المعارض
عرض المتحف في موقعه الأصلي بشكل دائم الصور والوثائق ومقاطع الفيديو المتعلقة بنساء المتعة التايوانيات. وعندما أُعيد افتتاح المتحف، خططت إدارة المتحف لإنشاء العديد من المعارض الجديدة.

## الأنشطة
استضاف المتحف في موقعه الأصلي ورش عمل وندوات مختلفة حول مواضيع تتعلق بحقوق الإنسان. وأطلق المتحف في أغسطس 2017 حملة للضغط على حكومة اليابان من خلال جمعية التبادل اليابانية التايوانية للاعتذار وتعويض ما تبقى من نساء المتعة على قيد الحياة.

## وسائل النقل
يمكن الوصول إلى الموقع الأصلي للمتحف على مسافة قريبة جنوب غرب محطة داكيوتو لمترو تايبيه. سيكون موقع المتحف الجديد مبنى مكاتب بالقرب من محطة مينكان ويست رود.